# V. K. Vismaya
Velluva Koroth Vismaya (née le 14 mai 1997 dans le district de Kannur) est une athlète indienne, spécialiste du 400 m.

## Carrière
Elle est médaillée d'or du relais 4 × 400 mètres aux Jeux asiatiques de 2018 et médaillée d'argent de ce même relais aux Championnats d'Asie d'athlétisme 2019.